# Procambarus clarkii

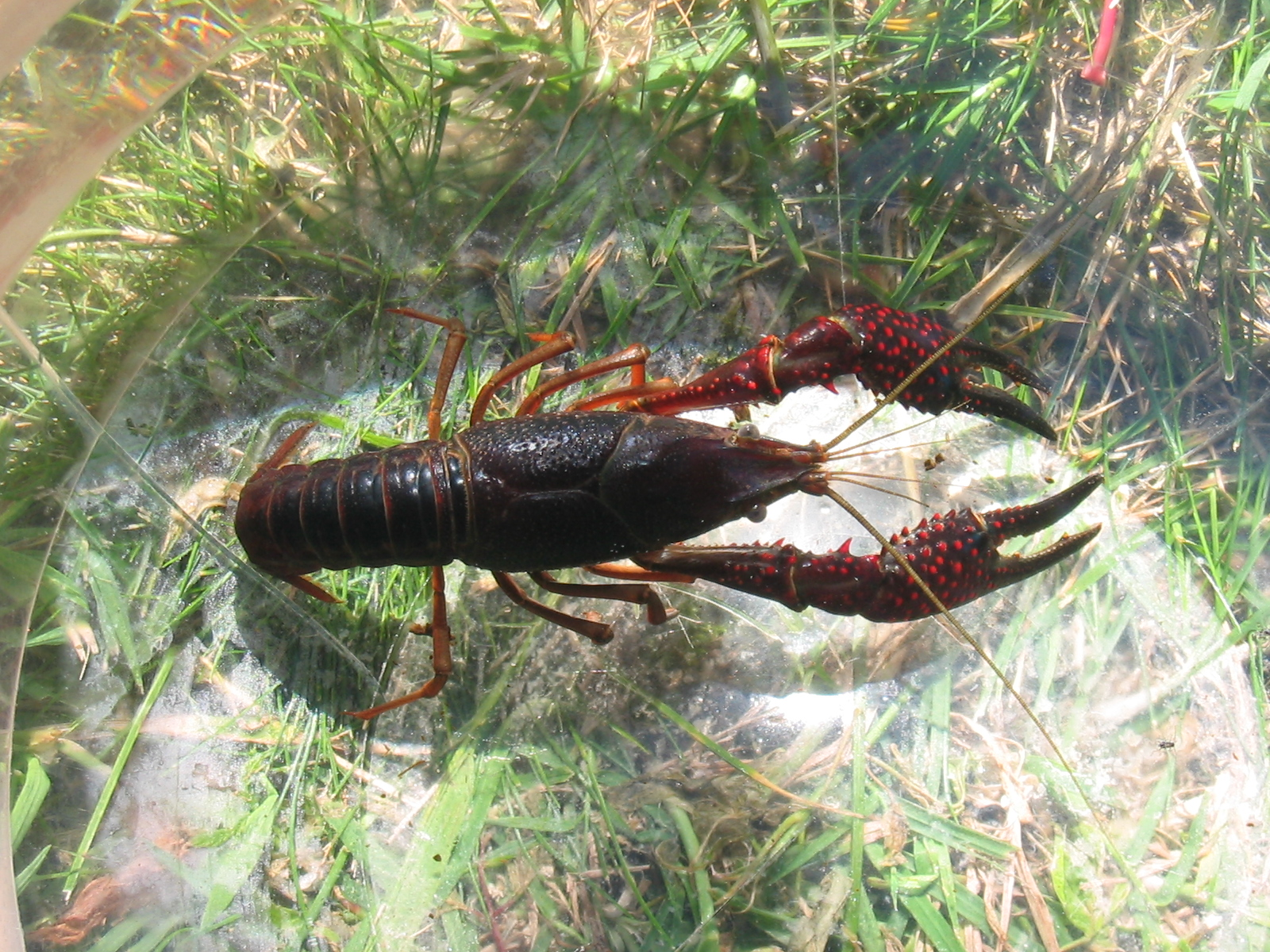
Procambarus clarkii (lagostim-vermelho), vista dorsal.

Procambarus clarkii é um crustáceo decápode de água doce pertencente à família Cambaridae, nativo  da região centro-sul dos Estados Unidos e Nordeste do México. Sua distribuição não nativa é enorme, compreendendo todos os continentes à exceção da Antártica e da Oceania, onde com frequência é considerado uma espécie invasora. A espécie é conhecida pelos nomes comuns de lagostim-vermelho e lagostim-americano.

## Descrição
A espécie foi descrita por Charles Frédéric Girard, que lhe atribuiu o epíteto específico em honra de John H. Clark, explorador da região de fronteira entre os Estados Unidos da América e o México em 1851.
Apesar do seu nome vulgar, P. clarkii muda de coloração dependendo do meio onde viva, do seu estágio de crescimento e da alimentação, entre outros factores. Cresce rapidamente e é capaz de alcançar pesos de mais de 50 g e tamanhos superiores a 12 cm de comprimento. Foram encontrados exemplares com 15 cm de comprimento. O tempo médio de vida de Procambarus clarkii é de cinco anos, mas conhecem-se indivíduos que alcançaram longevidades superiores a seis anos em estado silvestre.
Assim como os demais artrópodes (animais de patas articuladas), os lagostins sofrem diversas ecdises (troca de carapaça) para crescer. A carapaça original é descartada quando a quantidade de hormona de crescimento desses artrópodes atinge certo grau, e somente depois do descarte é que a nova carapaça cresce. Durante o período da troca, até que a nova carapaça fique rígida, o lagostim passa uma grande quantidade de tempo escondido, para protecção, já que a sua protecção natural, a carapaça, ainda não está totalmente endurecida.
Embora Procambarus clarkii se reproduza normalmente de forma sexual, estudos recentes sugerem que também se possa reproduzir por partenogénese.
A região de distribuição natural de P. clarkii é a costa do Golfo do México, desde o norte do México até à Flórida e ao longo dos cursos de água das bacias do Mississipi e Missouri até ao sul de Illinois e Ohio. Foi introduzido deliberadamente fora da sua zona de origem em diversas regiões da Ásia, África, Europa e América do Sul. Enquanto que no centro e norte de Europa as populações sobrevivem mas não se expandem, no sul da Europa P. clarkii está em rápida expansão, colonizando novos territórios e ocupando o habitat das espécies de lagostins de água doce autóctones, nomeadamente dos géneros Astacus astacus e Austropotamobius.
É uma espécie invasora quer no Brasil quer em Portugal. No caso português, a espécie foi transportada para a Península Ibérica em 1973 por empresários da zona de Badajoz para serem criados para fins alimentares. Fugiram de cultura e passaram para a bacia do Caia, afluente do Guadiana, onde foram vistos pela primeira vez em 1979. Em consequência da sua capacidade de reprodução e de sobrevivência, em particular a grande capacidade de construção de túneis, facilmente se espalharam por toda a Península Ibérica.
Na Península Ibérica provocou em muitos cursos de água o desaparecimento das espécies nativas de lagostins, nomeadamente de Austropotamobius pallipes lusitanicus. Na Espanha, P. clarkii eliminou as populações de lagostins autóctones em quase todos os cursos de água, ficando estes restritos aos cursos mais altos, onde a água é mais fria, de alguns rios de Castilla y León, País Basco, La Rioja e outras regiões do norte, razão pela qual é considerada uma perigosa espécie invasora. Devido ao seu potencial colonizador e constituir uma ameaça grave para as espécies autóctones, os habitats ou os ecossistemas, esta espécie foi incluída no Catálogo Español de Especies Exóticas Invasoras, aprovado pelo Real Decreto 630/2013, de 2 de Agosto, estando proibida em Espanha a sua introdução no meio natural, posse, transporte, tráfico e comércio.
Em estudos realizados no sudoeste da Península comprovou-se que alguns indivíduos são capazes de atravessar vários quilómetros de terreno relativamente seco, especialmente nas épocas húmidas do ano, pese embora que o comércio para aquários e os pescadores possam ter acelerado a expansão em algumas zonas. Embora num contexto territorial distinto, acredita-se que os pescadores ao usar P. clarkii como isco tenham inadvertidamente introduzido a espécie no estado norte-americano de Washington.
Parte da expansão territorial em algumas regiões deve-se também a tentativas de usar P. clarkii como meio de controlo biológico de organismos, especialmente para reduzir as populações de caracóis que suportam o ciclo biológico da esquistossomíase, nomeadamente no Quénia.

## Ecologia
P. clarkii ocorre normalmente em águas doces lênticas não demasiado frias, como rios de curso lento, marismas, albufeiras, sistemas de rega e campos de arroz. Em geral são calmos, vivendo quase sempre escondidos, já que não gostam de luminosidade elevada.
A diversidade de habitats e de regiões climáticas onde ocorre leva a que P. clarkii seja considerada a espécie da ordem Decapoda com maior plasticidade ecológica e consequentemente com maior capacidade de adaptação a distintos ecossistemas. As populações destas espécie são capazes de crescer rapidamente em sítios com águas sazonais, sendo capazes de tolerar períodos secos de mais de quatro meses.
A espécie é capaz de tolerar águas algo salinas, o que é pouco comum entre os lagostins de água doce.
A espécie é omnívora, podendo alimentar-se tanto de vegetais como de outros animais, incluindo carniça.
P. clarkii é um grande escavador podendo por essa via causar danos no leito dos rios, em diques e barragens de terra e em culturas, particularmente na do arroz. Os seus hábitos de alimentação podem alterar os ecossistemas nativos. Pode competir e eliminar os lagostins de água doce autóctones e ser vector do fungo Aphanomyces astaci, que causa grandes danos aos lagostins autóctones. Também é vector de vírus que afectam outras populações de lagostins de água doce e vários vermes parasitas de vertebrados.
Nas zonas onde a espécie foi introduzida observou-se a diminuição das populações de anfíbios, já que consome tanto os ovos como captura indivíduos não adultos.

## Importância económica
O rápido crescimento e a grande capacidade de adaptação de P. clarkii facilitaram a utilização deste lagostim para fins comerciais na Louisiana, com grandes vantagens económicas, existindo mais de 500 km² de massas de água utilizados para produção da espécie em aquacultura. A produção de P. clarkii corresponde à grande maioria da produção de lagostins de água doce nos Estados Unidos e outros países.